# 朴燦
朴 燦（パク・チャン、朝鮮語: 박찬、1925年1月28日または6月5日 - 2021年7月13日）は、大韓民国の検察官、弁護士、政治家。第9代韓国国会議員。
本貫は咸陽朴氏、仏名は一洋居士（イリャンゴサ、일양거사）、号は三亭居士（サムジョンゴサ、삼정거사）。仏教徒。

## 経歴
日本統治時代の慶尚北道義城郡金城面出身。1950年、高麗大学校法政大学法学科卒。1951年の第2回高等考試司法科合格、1961年弁護士開業。1955年から大邱地方検察庁・釜山地方検察庁検事、交通部嘱託弁護士、鉄道庁顧問弁護士、慶尚北道選挙管理委員、慶北野球協会会長、嶺南日報理事、新羅五陵保存会慶尚北道支部長、慶北大学校期成会長、慶北軟式テニス連盟会長、大邱ライオンズクラブ会長、学校法人綾仁学校理事、国際ライオンズ309D地区顧問、大韓法律救助協会理事、学校法人ホサン教育財団理事、大邱地方弁護士会会長、大韓弁護士協会副会長、大邱直轄市浄化推進委員会会長、学校法人啓明基督学院理事、学校法人チョンファ教育財団理事長、法務法人大邱総合法律事務所代表弁護士、民主共和党慶尚北道第4・第1地区党委員長、民主共和党所属の第9代国会議員を務めた。
2021年7月13日の夜に死去。享年96。

## 活動

### 国会議員
総選挙の選挙活動中に政治献金を一銭も受け取らなかった。当選後も外遊は一度もなかった。
任期中は釈迦の生誕日（灌仏会）を公休日に指定することに大きな寄与した。

### 私人として
生涯に収集してきた約1300点の遺物を無償寄贈し、義城召文国博物館の建立に大きく貢献した。